# Domenico Brigaglia
Domenico Brigaglia (Sassari, 12 de junio de 1958) fue un piloto de motociclismo italiano.

## Biografía
Su debut en el Mundial fue en la temporada 1982 en el GP de las Naciones, a bordo de una MBA de 125. Durante toda su carrera estuvo en la misma cilindrada hasta su retirada en la temporada 1990. Su mayor éxito fue en una victoria en GP de Bélgica de 1986. Una temporada en la que acabó tercero, la mejor posición en la clasificación general.
Después de su retirada de la competición, siguió ligado al motociclismo como técnico de otros pilotos como el de Pierfrancesco Chili en el Campeonato Mundial de Superbikes.

## Resultados en el Campeonato del Mundo
Sistema de puntuación desde 1969 hasta 1987:
| Posición | 1.º | 2.º | 3.º | 4.º | 5.º | 6.º | 7.º | 8.º | 9.º | 10.º |
| Puntos   | 15  | 12  | 10  | 8   | 6   | 5   | 4   | 3   | 2   | 1    |

Sistema de puntuación desde 1988 hasta 1991:
| Posición | 1.º | 2.º | 3.º | 4.º | 5.º | 6.º | 7.º | 8.º | 9.º | 10.º | 11.º | 12.º | 13.º | 14.º | 15.º |
| Puntos   | 20  | 17  | 15  | 13  | 11  | 10  | 9   | 8   | 7   | 6    | 5    | 4    | 3    | 2    | 1    |

### Carreras por año
(Clave) (negrita indica pole position) (cursiva indica vuelta rápida)

| Año  | Clase | Moto        | 1       | 2       | 3       | 4       | 5       | 6      | 7       | 8      | 9       | 10     | 11      | 12      | 13      | 14      | 15    | Pts. | Pos. |
| ---- | ----- | ----------- | ------- | ------- | ------- | ------- | ------- | ------ | ------- | ------ | ------- | ------ | ------- | ------- | ------- | ------- | ----- | ---- | ---- |
| 1982 | 125cc | MBA         | ARG -   | AUT -   | FRA -   | ESP -   | NAC 9   | NED -  | BEL -   | YUG 10 | GBR -   | SUE 8  | FIN 6   | CHE 8   |         |         |       | 14   | 16.º |
| 1983 | 125cc | MBA         |         | FRA -   | NAC 18  | ALE -   | ESP -   | AUT -  | YUG -   | NED -  | BEL -   | GBR -  | SUE -   | RSM -   |         |         |       | 0    | -    |
| 1984 | 125cc | MBA         |         | NAC 11  | ESP 14  |         | ALE Ret | FRA -  |         | NED -  |         | GBR 13 | SUE 13  | RSM 6   |         |         |       | 5    | 18.º |
| 1985 | 125cc | MBA         |         | ESP 3   | GER 4   | NAT Ret | AUT 11  |        | NED DNQ | BEL 7  | FRA 4   | GBR 6  | SWE 6   | RSM 6   |         |         |       | 45   | 6.º  |
| 1986 | 125cc | Ducados-MBA | ESP 2   | NAT Ret | GER Ret | AUT 5   |         | NED 4  | BEL 1   | FRA 5  | GBR 2   | SWE 3  | RSM 5   | BWU 6   |         |         |       | 80   | 3.º  |
| 1987 | 125cc | Moto AGV    |         | SPA 2   | GER 5   | NAT 4   | AUT 5   |        | NED Ret | FRA 7  | GBR Ret | SWE 3  | CZE Ret | RSM Ret | POR 2   |         |       | 58   | 4.º  |
| 1988 | 125cc | Gazzaniga   |         |         | ESP -   |         | NAT 20  | GER 8  | AUT Ret | NED 4  | BEL 11  | YUG 4  | FRA 4   | GBR 3   | SWE 14  | CZE 24  |       | 69   | 5.º  |
| 1989 | 125cc | Garelli     | JPN Ret | AUS 16  |         | SPA -   | NAT 13  | GER 17 | AUT 7   |        | NED 16  | BEL 11 | FRA 9   | GBR 6   | SWE DNQ | CZE Ret |       | 34   | 14.º |
| 1990 | 125cc | Honda       | JPN -   |         | SPA -   | NAT 13  | GER -   | AUT -  | YUG -   | NED 13 | BEL -   | FRA -  | GBR Ret | SWE -   | CZE -   | HUN -   | AUS - | 6    | 31.º |